# Gundars Vētra
Gundars Vētra (Ventspils, 22 maggio 1967) è un ex cestista e allenatore di pallacanestro lettone, fino al 1991 sovietico.

## Carriera
Con l'Unione Sovietica ha disputato i Campionati europei del 1989 e i Campionati mondiali del 1990.
Con la Squadra Unificata ha disputato i Giochi olimpici di Barcellona 1992.

## Palmarès

### Giocatore
- Campionato russo: 4

CSKA Mosca: 1995-96, 1997-98, 1998-99, 1999-2000